# Александър Кравцевич
Александър Константинович Кравцевич (на беларуски: Алякса́ндр Канстанці́навіч Краўцэ́віч) беларуски историк по средновековие, археолог. Притежава научната титла – доктор на историческите науки (от 1999 г.). Той изучава материалната култура на Беларус от 14 – 18 век, политическата история на Великото литовско княжество от 13 – 16 век, етническите процеси в Беларус от средновековието до новото време.

## Биография
Александър Кравцевич на 13 септември 1958 г. в село Лупачи, Гродненска област, Белоруска ССР (днес Беларус), СССР.